# Тресотиниус
«Тресотиниус» — комедия русского писателя Александра Сумарокова, впервые поставленная на сцене и опубликованная в 1750 году. Вошла в 15-й том собрания «Российский феатр».
Пьеса представляет собой сценический памфлет, направленный против Василия Тредиаковского — одного из главных литературных оппонентов Сумарокова. Тредиаковский изображён здесь в образе главного героя Тресотиниуса («трижды дурака»), жениха-педанта, в тексте много скрытых цитат из произведений этого автора («Езды в остров любви» и «Разговора об орфографии»), отсылок к его творческой манере. В образе Бомбембиуса изображён Михаил Ломносов. Тредиаковский в ответ раскритиковал «Тресотиниуса» в «Письме от приятеля к приятелю», заявив, что «комедия сия недостойна имени комедии», поскольку нарушает основные законы жанра: «комедия делается для исправления нравов в целом обществе, а не для убиения чести в некотором человеке».